# No hacemos nada
«No hacemos nada» es una canción interpretada por la cantante y compositora mexicana Paty Cantú. La canción fue lanzada oficialmente como el segundo sencillo de su quinto álbum de estudio La mexicana (2020).

## Vídeo musical
Fue lanzado en su canal de YouTube el mismo día de su lanzamiento y durante toda la trama del vídeo tuvo como invitada a la actriz y modelo mexicana Bárbara López.

## Lista de canciones

### Descarga digital
- 'No hacemos nada' - 3:27[5]

## Posicionamiento en listas
| Lista                              | Mejor posición |
| ---------------------------------- | -------------- |
| Estados Unidos (Billboard Hot 100) | 19             |
| Estados Unidos (Latin Pop Songs)   | 8              |
| México (Mexico Espanol Airplay)    | 42             |

## Historial de lanzamiento
| Región | Fecha               | Formato                     | Discográfica     | Ref.  |
| ------ | ------------------- | --------------------------- | ---------------- | ----- |
| México | 11 de junio de 2020 | Descarga digital, Streaming | EMI Music Latino | [ 8 ] |